# سفارة الولايات المتحدة في المجر
سفارة الولايات المتحدة في المجر هي أرفع تمثيل دبلوماسي لدولة الولايات المتحدة لدى المجر. تقع السفارة في Belváros-Lipótváros ‏ وهي تهدف لتعزيز المصالح الأمريكية في المجر.

## وصلات خارجية
- الموقع الرسمي
- قائمة سفارات الولايات المتحدة
- قائمة السفارات في المجر